# Christopher Læssø
Christopher Læssø (Taastrup, 7 maart 1985) is een Deens acteur en presentator. Hij heeft een Afrikaanse vader en een Deense moeder. 

## Biografie
Læssø maakte zijn debuut op elfjarige leeftijd in de tv-serie Operation Negerkys als Absir. Zijn volgende rol kwam er pas in 2003 toen hij een van de hoofdrollen vertolkte in de film Bagland. Hij speelde verder ook in enkele kortfilms en presenteerde het programma Det dér om musik en had in 2014 zijn eigen talkshow Ibo's Talkshow. In 2015 speelde hij enkele afleveringen in het derde seizoen van The Bridge. In 2016 speelde hij ook in het tweede seizoen van Bedrag (in Nederland door de VARA uitgezonden als Follow the Money). In 2017 speelde hij ook in de prijzenwinnende film The Square. 
- Gemeinsame Normdatei: 1132174511
- Virtual International Authority File: 15149542746200301238
- WorldCat: E39PBJfxbwJKwbVmKkFH3Hxv73